# West End Star
West End Star är en svensk dokusåpa från 2007 om uttagningsprocessen till rollen som Damen i sjön i Monty Pythons West End-musikal Spamalot.
Programledare var Magnus Carlsson och kan kunde presentera Nina Söderquist som vinnare efter telefonomröstning 2 februari 2008.

## Format
Liknande dokusåpor med avsikt att hitta musikalartister till uppsättningar i West End har tidigare genomförts i Storbritannien. "How do you solve a problem like Maria", där huvudrollen i Sound of Music skulle tillsättas hade premiär 2006 följdes av "Any dream will do" 2007, där man sökte huvudrollen till Joseph and the amazing technicolor dreamcoat. Senare har man även sökt skådespelare till Oliver! i "I'd do anything" 2008 och Trollkarlen från Oz i "Over the rainbow" 2010. 2012 sändes "Superstar" där rollen som Jesus i Jesus Christ Superstar skulle tillsättas. Även i Nederländerna har formatet använts i "Op zoek naar Joseph", där man sökte huvudrollen till "Joseph and the amazing technicolor dreamcoat". "West End Star" är första serien i Sverige att använda formatet.

### Expertjury
En expertjury gav råd till de tävlande under seriens gång, och gav kommentarer under direktsändningarna. Från vänster till höger som de framträdde bestod juryn av:
- skådespelaren Reuben Sallmander
- sångpedagogen Ulrika Uhlin
- regissören Anders Albien

### Uttagningar
Seriens första vecka bestod av uttagningarna där fyrtiofem deltagare skulle sållas fram bland åttahundra sökande. En auditionturné hade genomförts i Stockholm, Göteborg och Malmö där fyrtiofem deltagare gick vidare till slutaudition på Chinateatern i Stockholm. Där fick de framträda inför expertjuryn. Arton deltagare gick vidare till vecka två, med ytterligare fyra som skulle få kämpa om de två kvarvarande platserna.
Vecka två inleddes med att de två sista finalisterna utsågs genom duetter. De nu tjugo deltagarna fortsatte att sjunga inför expertjuryn och fjorton deltagare gick vidare till en sista utgallring. Dessa delades upp i grupper om två och fick tävla mot varandra i duetter. Efter detta utsågs tio finalister som fick komma tillbaks i veckofinaler.

### Veckofinaler
De tio finalisterna utsågs i andra avsnittet, som sändes 15 december 2007 med veckofinaler från veckan efter. De tio finalisterna fick framföra varsin solosång. Varje vecka fick de också framföra ett nummer tillsammans i programmets inledning. Alla framträdanden gjordes live inför studiopublik och med orkester under ledning av Johan Landqvist.
Varje vecka röstades en eller två kandidater ut ur tävlingen. De första veckorna var det expertjuryn som gjorde valet - de två första veckorna slogs två deltagare ut, därefter var det en deltagare per vecka - men från och med vecka 6 var det tittarna som fick välja genom telefonomröstning. De två deltagarna som fått minst antal röster fick möta varandra i en duell, där de båda fick framföra samma sång efter varandra. Tittarna fick sedan rösta en gång till vilken deltagare som skulle få gå vidare.
Varje vecka hade ett eget tema som skulle visa deltagarnas artistiska bredd:
- Vecka tre: Musikaler från West End. Varje deltagare fick välja en sång ur en då aktuell musikal på West End.
- Vecka fyra: Drömroller. Varje deltagare fick välja en sång ur sin drömmusikal.
- Vecka fem: Diva. Denna vecka valde juryn ut sånger som skulle ge en vokal och scenisk utmaning åt deltagarna.
- Vecka sex: Utspel.
- Vecka sju: Pop.
- Vecka åtta: Kontraster. Deltagarna framförde två sånger, en diskolåt och en musikalballad som skulle visa deltagarnas artistiska bredd.
- Vecka nio: Finalen sändes 2 februari 2008 och de bägge finalisterna framförde tre sånger var. Först framförde de varsin duett tillsammans med Niklas Andersson, sedan framförde de varsin ballad ur en musikal och slutligen fick de båda framföra "Whatever happened to my part" ur Spamalot.

## Finalister
| Finalist          | Ålder | Från           | Status           |
| ----------------- | ----- | -------------- | ---------------- |
| Karin Funk        | 26    | Göteborg       | Utröstad vecka 3 |
| Josefine Wassler  | 19    | Stockholm      | Utröstad vecka 3 |
| Jenny Holmgren    | 25    | Stockholm      | Utröstad vecka 4 |
| Susanne Petersson | 28    | Malmö          | Utröstad vecka 4 |
| Petra Jablonski   | 38    | Västerås       | Utröstad vecka 5 |
| Sandra Caménisch  | 35    | Stockholm      | Utröstad vecka 6 |
| Viktoria Krantz   | 31    | Upplands Väsby | Utröstad vecka 7 |
| Divina Sarkany    | 35    | Göteborg       | Tredje plats     |
| Linda Holmgren    | 27    | Stockholm      | Andra plats      |
| Nina Söderquist   | 35    | Stockholm      | Segrare          |

## Framträdanden
- Nina Söderquist

1. "There are worse things I could do" (ur Grease)
2. "Du måste finnas" (ur Kristina från Duvemåla)
3. "Memory" (ur Cats)
4. "Somewhere" (ur West Side Story)
5. "One av U2
6. "Hot Stuff" av Donna Summer

"Anthem" (ur Chess)
Finalen: "Tonight" (ur West Side Story)
"With one look" (ur Sunset Boulevard)
- Linda Holmgren

1. "Somebody to Love" (ur We Will Rock You)
2. "Take me or leave me" (ur Rent)
3. "Diamonds are a girl's best friend" (ur Herrar föredrar blondiner)
4. "And I am telling you" (ur Dreamgirls)
5. "All By Myself" av Eric Carmen
6. "I Will Survive av Gloria Gaynor

"The Phantom of the Opera" ur Phantom of the Opera
Finalen: "Come what may" (ur Moulin Rouge!)
"Someone like you" (ur Jekyll & Hyde)
- Divina Sarkany

1. "All that jazz" (ur Chicago)
2. "Don't cry for me, Argentina" (ur Evita)
3. "New York, New York (ur New York, New York)
4. "The winner takes it all (ur Mamma Mia!)
5. "The Power Of Love av Jennifer Rush
6. "Fame" (ur Fame)

"Over The Rainbow (ur Trollkarlen från Oz)
- Viktoria Krantz

1. "Wishing you were somehow here again" (ur Phantom of the Opera)
2. "Popular" (ur Wicked)
3. "Think" (ur The Blues Brothers)
4. "Send in the clowns" (ur Sommarnattens leende)
5. "Your Song" av Elton John

- Sandra Caménisch

1. "My Favorite Things" (ur Sound of Music)
2. "Don't rain on my parade" (ur Funny Girl)
3. "Flashdance... What a feeling" (ur Flashdance)
4. "I don't know how to love him" (ur Jesus Christ Superstar)

- Petra Jablonski

1. "I dreamed a dream" (ur Les Misérables)
2. "Money, money, money" (ur Mamma Mia!)
3. "Big spender (ur Sweet Charity)

- Susanne Petersson

1. "Circle of life" (ur Lejonkungen)
2. "Killer Queen" (ur We Will Rock You)

- Jenny Holmgren

1. "Welcome to the sixties" (ur Hairspray)
2. "Hopelessly devoted to you" (ur Grease)

- Josefine Wassler

1. "Thank You for the Music" (ur Mamma Mia!)

- Karin Funk

1. "Cabaret" (ur Cabaret)

### Gruppframträdanden
De fyra första veckofinalerna inleddes med att deltagarna tillsammans sjöng en sång ur en musikal. I den femte veckofinalen sjöng deltagarna varsin duett efter sitt solonummer.
Vecka tre
- "Aquarius" ur Hair

Vecka fyra
- "Lady Marmalade" ur Moulin Rouge!

Vecka fem
- "(I've had) The time of my life" ur Dirty Dancing

Vecka sex
- "You're the one that I want" ur Grease

Vecka sju
- "I still believe" ur Miss Saigon framförd av Divina Sarkany och Nina Söderquist
- "There can be miracles" ur Prinsen av Egypten, framförd av Viktoria Krantz och Linda Holmgren

Vecka åtta
- "Gimme! Gimme! Gimme! (A Man After Midnight)" ur Mamma Mia! framförd av Magnuc Carlsson tillsammans med de tre deltagarna.

Vecka nio
- "There's no business like show business" ur Annie get your gun framfördes av de åtta tidigare utröstade deltagarna.

## Utslagning
Vecka tre (22 december 2007)
Juryn valde ut de två deltagare som inte skulle få gå vidare till nästa veckofinal. Den här veckan var det Karin Funk och Josefine Wassler som inte fann nåd hos juryn.
Vecka fyra (29 december 2007)
Även denna vecka valde juryn ut de två deltagare som inte skulle få gå vidare till nästa veckofinal. Den här veckan var det Jenny Holmgren och Susanne Petersson som inte fann nåd hos juryn.
Vecka fem (5 januari 2008)
Från och med vecka fem var det bara en deltagare som blev utslagen per vecka. Den här veckan var det Petra Jablonski som inte fann nåd hos juryn och hon fick lämna tävlingen.
Vecka sex (12 januari 2008)
Från och med denna vecka avgjordes resultatet genom telefonomröstning. Divina Sarkany och Sandra Caménisch fick lägst antal röster av tittarna och möttes i en sångduell, där de fick sjunga "Can you feel the love tonight" ur Lejonkungen. En andra omröstning bland tittarna gav Sandra lägst antal röster och hon fick lämna tävlingen.
Vecka sju (19 januari 2008)
Divina Sarkany och Viktoria Krantz fick lägst antal röster av tittarna och möttes i en sångduell, där de fick sjunga "Someday" ur Ringaren i Notre Dame. En andra omröstning bland tittarna gav Viktoria lägst antal röster och hon fick lämna tävlingen.
Vecka åtta (26 januari 2008)
Divina Sarkany och Linda Holmgren fick lägst antal röster av tittarna och möttes i en sångduell, där de fick sjunga "My Heart Will Go On" ur Titanic. En andra omröstning bland tittarna gav Divina lägst antal röster och hon fick lämna tävlingen.
Vecka nio (2 februari 2008)
De bägge finalisterna Nina Söderquist och Linda Holmgren deltog i en sista duell innan slutomröstningen var avklarad. De framförde efter varann Damens i sjön stora nummer ur Spamalot, "Whatever happened to my part". Omröstningen gav sedan Nina Söderquist flest röster, och hon vann första pris - rollen som Damen i sjön i West Ends uppsättning av Spamalot.